# Sumire Uesaka

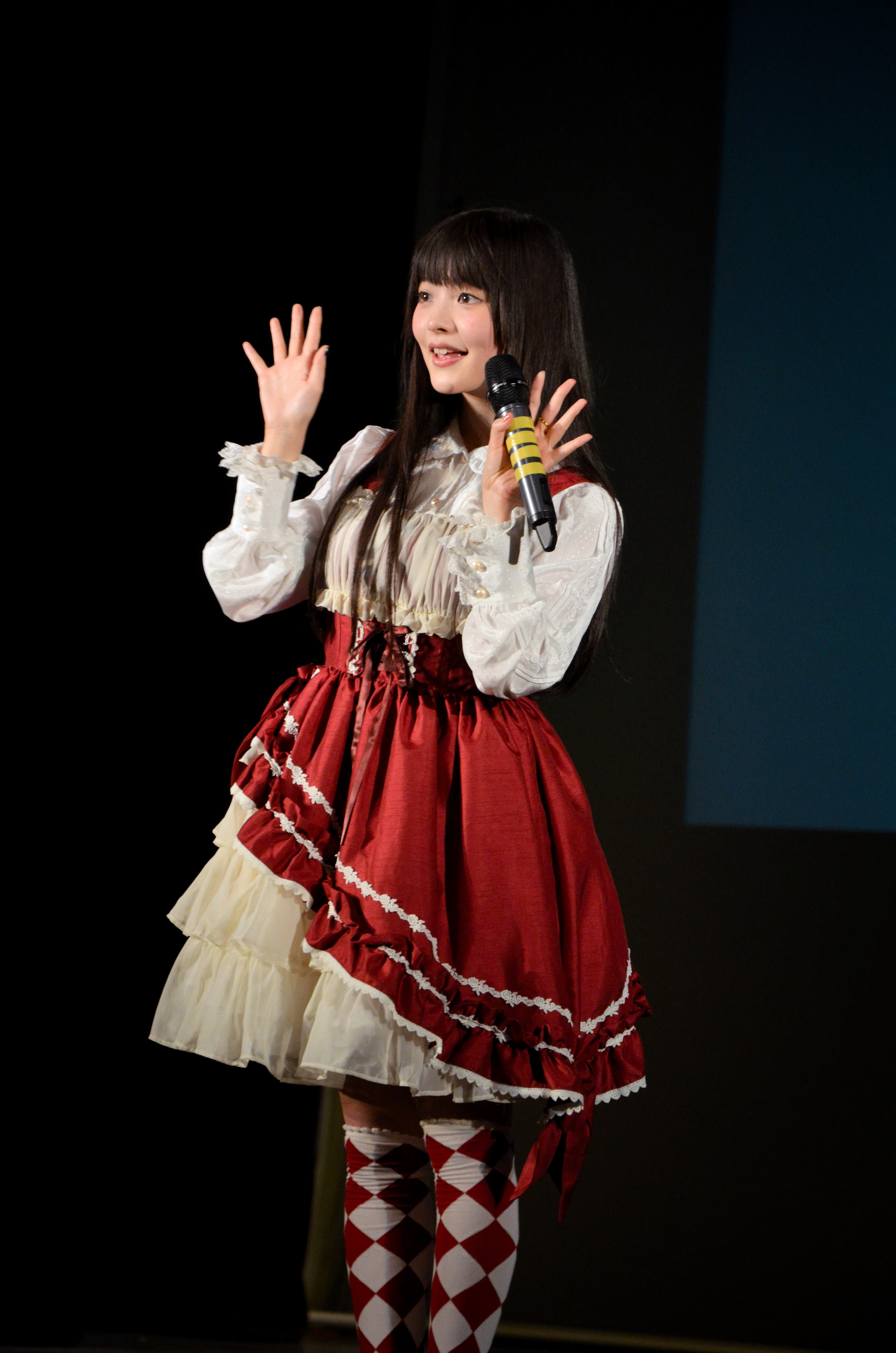
Sumire Uesaka beim Anicon Festival am 4. Juli 2015

Sumire Uesaka (jap. 上坂 すみれ, Uesaka Sumire; * 19. Dezember 1991 in Kamakura, Präfektur Kanagawa) ist eine japanische Synchronsprecherin (Seiyū) und Sängerin. Aufgrund eines Versehens bei ihrer Vorstellung am Webradiosender Radio@Dengeki-Bunko etablierte sich ihr Spitzname Sumipe sehr schnell und die auf seiner Website eingerichtete Fanecke wurde als Sumipedia betitelt.

## Leben

### Frühe Jahre
Sumire Uesaka besuchte die zur Frauenuniversität Kamakura gehörige private Grund-, Mittel- und Oberschule und begann dann ein Russischstudium an der Sophia-Universität, das sie im April 2014 abschloss. Sie selbst ist ein Fan der russischen Kultur, insbesondere der Sowjet-Ära.
Ihre Karriere begann sie als Kindermodel der Agentur Space Craft, wobei sie ihren ersten Job mit 9 Jahren in einem Werbespot der Marke Vidal Sassoon hatte. Später war sie auch als Model der Gothic-Lolita-Modemarke Baby, the Stars Shine Bright tätig.

### Karriere
Im Oktober 2011 wurde Uesaka eine bekannte Radiopersönlichkeit in der A&G-Websendung NEXT GENERATION Lady Go!!. Noch im gleichen Jahr wechselte sie zur Anime-Sektion ihrer Agentur um in Zukunft als Synchronsprecherin zu arbeiten. Uesaka bekam im Januar 2012 ihre erste Synchronsprechrolle in der Anime-Serie Papa no Iu Koto o Kikinasai!, in der sie mit der Rolle der „Sora Takanashi“ gleich eine der weiblichen Hauptfiguren sprach. Ihre erste Onlinespiel-Synchronsprechrolle hatte sie in Toy Wars. Gefestigt wurde ihr Durchbruch mit größeren Rollen der im Oktober 2012 folgenden Serien Chūnibyō Demo Koi ga Shitai! und Girls und Panzer, wobei sie in letzterem zusammen mit Hisako Kanemoto auf Russisch das Volkslied Katjuscha sang.
Im Dezember 2012 besuchte sie den japanischen Messestand auf der 23. Doha International Book Fair in Katar. Dies war Uesakas erste kulturdiplomatische Aktivität. Am 11. Februar 2013, den Nationalen Gründungstag Japans, wurde bei der Projektpräsentation auf der Social Media Platform Nico Nico Douga die Revolutionary Broadway Alliance bekannt gegeben. Ihre Tätigkeit als Sängerin führte sie auch zu Auftritten in Russland, wo sie beim japanischen Popkulturfestival J-Fest in Moskau ein Konzert gab.
Bei vielen Serien sang sie auch unter ihrem jeweiligen Rollennamen die Vor- oder Abspanntitel. 2013 unterzeichnete sie einen Vertrag beim Plattenlabel StarChild unter dem eigenen Label Uesaka Sumire Project, bei der auch ihre erste Single Nanatsu no Umi yori Kimo no Umi erschien, das als Titellied zur Serie Namiuchigiwa no Muromi-san verwendet wurde und auf Platz 13 der Oricon-Charts einstieg. Diese und ihre zweite Single Genshi, Joshi wa, Taiyō datta. zur Serie Genshiken Nidaime wurden im Januar 2014 zu ihrem ersten Album Kakumeiteki Broadway Shugisha Dōmei zusammengefasst, das mit Platz 9 in den Top Ten startete.
Im Februar 2015 fand in der Galerie pixiv Zingaro am Nakano Broadway eine Ausstellung mit Gemälden statt, die die Synchronsprecherin in Ausübung ihres Hobbys angefertigt hatte, die Sumitomo Uesaka Illustration Original Painting Exhibition.
Im März 2016 gewann sie den Preis in der Kategorie Beste Debütschauspielerin bei den 10. Seiyu Awards. Aufgrund zahlreicher Fälle von sexueller Belästigung musste sie 2016 ihr Twitter-Profil vorübergehend deaktivieren. Am 30. November 2017 wurde sie mit dem BLOG LINE OF THE YEAR 2017 Excellence Award ausgezeichnet.
Im Jahr 2019 sprach sie „Angela Carpenter“, die dritte Protagonistin von Shin’ichirō Watanabes Zeichentrickserie Carole & Tuesday. Sie übernahm am 2. Juli 2020 die Rolle von „Hayase Nagatoro“, der Protagonistin von Neck mich nicht, Nagatoro-san (Ijiranaide, Nagatoro-san).
Am 27. August 2020 fungierte Uesaka als Jurorin für die CG Animation Division des Short Shorts Film Festival & Asia 2020, einem der größten internationalen Kurzfilmfestivals in Asien, das mit den US Academy Awards ausgezeichnet wurde. In der seit Oktober erscheinenden Serie Urusei Yatsura trat sie als Synchronsprecherin die Nachfolge von Aya Hirano an und trat als Heldin „Ram“ auf. Hirano stellt seitdem „Rams Mutter“ dar.

### Privatleben
Sumire Uesaka ist bekanntermaßen eine Russophilin mit einer großen Leidenschaft für die russische Kultur und die ehemalige Sowjetunion. Sie gab an, dass ihre Liebe zu Russland aufblühte, nachdem sie in ihrem ersten Oberschuljahr die Hymne der Sowjetunion hörte, und es immer zutiefst poetisch findet, dass ihr Geburtsjahr mit dem Zerfall der Sowjetunion zusammenfiel. In ihrem Blog und auf Twitter verwendet sie häufig russische Wörter oder kyrillische Zeichen.
In ihrem Elternhaus hielt sie von 2001 bis 2015 ein Leben lang einen weiblichen Papillon namens „Ringo“, was wörtlich Apfel (りんご) bedeutet. Seit 2017 hat sie einen Singapura-Kater namens Votoms, eine Hommage an ihr Lieblingsanime Sōkō kihei Votoms.
Als wichtigstes Hobby gibt Uesaka die Malerei an.

## Werk

### Rollen (Auswahl)
| 2012 - Girls und Panzer (Nonna, Piyotan) - Chūnibyō Demo Koi ga Shitai! (Sanae Dekomori) - Papa no Iu Koto o Kikinasai! (Sora Takanashi) 2013 - Outbreak Company (Elvia Harneiman) - GJ-bu (Tamaki Kannazuki) - Namiuchigiwa no Muromi-san (Sumita-san) - Fantasista Doll (Manai Uzuki) 2014 - Inugami-san to Nekoyama-san (Yachiyo Inugami) - Ore, Twintail ni Narimasu. (Tail Red) - GJ-bu@ (Tamaki Kannazuki) - Cross Ange: Tenshi to Ryū no Rondo (Momoka Oginome) - Chūnibyō Demo Koi ga Shitai! Ren (Sanae Dekomori) - Nobunagun (Galileo Galilei) - Hōzuki no Reitetsu (Peach Maki) - Madan no Ō to Vanadis (Titta) 2015 - Idolm@ster Cinderella Girls (Anastasia) - Overlord (Shalltear Bloodfallen) - KanColle (Fubuki, Hiryū, Sōryū) - Shimoneta to Iu Gainen ga Sonzai Shinai Taikutsu na Sekai (Oboro Tsukimigusa) - Show By Rock!! (Chuchu) - Tesagure! Bukatsumono: Spin-off Puru Purun Sharumu to Asobō (Tomomi Okonogi) - Plastic Memories (Eru Miru) 2022 - Urusei Yatsura (Lum Invader) | 2013 - Namiuchigiwa no Muromi-san (Sumita-san) 2013 - Takanashi Rikka Kai – Gekijōban Chūnibyō Demo Koi ga Shitai! (Sanae Dekomori) - Ghost in the Shell: Arise (Chanel 5.5-ban) (Motoko Kusanagi) 2012 - Girlfriend (Kari) (Julia Valkova) 2013 - Seisō no Amazones (Shin’iri) - Chōsoku Henkei Gyrozetter: Albatross no Tsubasa (Erika Kudō) - Phantom Breaker (Sofia Kalganova) - Magical Battle Festa (Yōma Albis) - KanColle (Hiryū, Sōryū, Fubuki, Hatsuyuki, Miyuki, Murakumo, Isonami) - Idolm@ster Cinderella Girls (Anastasia) - Shinsei no Grand Union (P.P. Pudding) 2014 - Chaos;Child (Serika Onoe) - Atelier Shallie: Alchemists of the Dusk Sea (Shallotte Elminus) - Shingeki no Bahamut (Ephemera) 2015 - Battle Girl Highschool (Yuri Himukai) - Maiden Craft (Airi Amatsugane) 2016 - Mary Skelter: Nightmares (Alice) |

## Diskografie

### Studioalben
| Jahr | Titel                                                                  | Höchstplatzierung, Gesamtwochen, AuszeichnungChartsChartplatzierungen (Jahr, Titel, Platzierungen, Wochen, Auszeichnungen, Anmerkungen) | Anmerkungen                            |
| Jahr | Titel                                                                  | JP | Anmerkungen                            |
| ---- | ---------------------------------------------------------------------- | --- | -------------------------------------- |
| 2014 | Kakumei Teki Broadway Shugisha Doumei (革命的ブロードウェイ主義者同盟) | JP9 (4 Wo.)JP | Erstveröffentlichung: 8. Januar 2014   |
| 2016 | 20 Seiki no Gyakushuu (20世紀の逆襲)                                   | JP10 (4 Wo.)JP | Erstveröffentlichung: 6. Januar 2016   |
| 2018 | No Future Vacances (ノーフューチャーバカンス)                          | JP10 (5 Wo.)JP | Erstveröffentlichung: 1. August 2018   |
| 2020 | Neo Propaganda                                                         | JP12 (3 Wo.)JP | Erstveröffentlichung: 22. Januar 2020  |
| 2022 | Anthology & Destiny                                                    | JP18 (3 Wo.)JP | Erstveröffentlichung: 26. Oktober 2022 |
| 2024 | Sumire Catalog                                                         | JP16 (4 Wo.)JP | Erstveröffentlichung: 24. Juli 2024    |

### Singles
| Jahr | Titel Album                                                                                                | Höchstplatzierung, Gesamtwochen, AuszeichnungChartsChartplatzierungen (Jahr, Titel, Album, Platzierungen, Wochen, Auszeichnungen, Anmerkungen) | Anmerkungen                             |
| Jahr | Titel Album                                                                                                | JP | Anmerkungen                             |
| ---- | --- | --- | --------------------------------------- |
| 2013 | Nanatsu no Umi Yori Kimi no Umi (七つの海よりキミの海) Kakumei Teki Broadway Shugisha Doumei               | JP13 (8 Wo.)JP | Erstveröffentlichung: 24. April 2013    |
| 2013 | Genshi, Joshi wa, Taiyou Datta. (げんし、じょしは、たいようだった。) Kakumei Teki Broadway Shugisha Doumei | JP23 (6 Wo.)JP | Erstveröffentlichung: 10. Juli 2013     |
| 2014 | Parallax View (パララックス・ビュー) 20 Seiki no Gyakushuu                                                 | JP14 (7 Wo.)JP | Erstveröffentlichung: 5. März 2014      |
| 2014 | Kitare! Akatsuki no Doushi (来たれ! 暁の同志) 20 Seiki no Gyakushuu                                        | JP26 (2 Wo.)JP | Erstveröffentlichung: 16. Juli 2014     |
| 2014 | Enma Daiou ni Kiite Goran (閻魔大王に訊いてごらん) 20 Seiki no Gyakushuu                                   | JP20 (4 Wo.)JP | Erstveröffentlichung: 10. Dezember 2014 |
| 2015 | Inner Urge 20 Seiki no Gyakushuu                                                                           | JP24 (6 Wo.)JP | Erstveröffentlichung: 22. Juli 2015     |
| 2016 | Koisuru Zukei (cubic futurismo) (恋する図形) No Future Vacances                                            | JP17 (5 Wo.)JP | Erstveröffentlichung: 3. August 2016    |
| 2017 | Odore! Kyuukyoku Tetsugaku (踊れ！きゅーきょく哲学) No Future Vacances                                     | JP12 (5 Wo.)JP | Erstveröffentlichung: 12. Juli 2017     |
| 2017 | Kanojo no Gensou (彼女の幻想) No Future Vacances                                                           | JP11 (4 Wo.)JP | Erstveröffentlichung: 18. Oktober 2017  |
| 2018 | Pop Team Epic No Future Vacances                                                                           | JP12 Gold (Digital) · (13 Wo.)JP | Erstveröffentlichung: 31. Januar 2018   |
| 2019 | Bon♡Kyu♡Bon wa Kare no Mono♡ (ボン♡キュッ♡ボンは彼のモノ♡) –                                               | JP10 (6 Wo.)JP | Erstveröffentlichung: 17. April 2019    |
| 2021 | Easy Love Neo Propaganda                                                                                   | JP19 (5 Wo.)JP | Erstveröffentlichung: 21. April 2021    |
| 2021 | 生活こんきゅーダメディネロ Neo Propaganda                                                                  | JP23 (3 Wo.)JP | Erstveröffentlichung: 27. Oktober 2021  |
| 2023 | Love Crazy –                                                                                               | JP16 (3 Wo.)JP | Erstveröffentlichung: 8. Februar 2023   |
| 2023 | Happyend Princess (ハッピーエンドプリンセス) –                                                             | JP20 (6 Wo.)JP | Erstveröffentlichung: 18. Oktober 2023  |
| 2024 | ディア・パンタレイ –                                                                                       | JP9 (4 Wo.)JP | Erstveröffentlichung: 7. Februar 2024   |